# لاري براون (عداء سريع)
لاري براون (بالإنجليزية: Larry Brown)‏ هو عداء سريع أمريكي، ولد في 23 مارس 1951.